# Poliopastea splendida
Poliopastea splendida là một loài bướm đêm thuộc phân họ Arctiinae, họ Erebidae.